# (32503) 2001 FN57
2001 FN57 (asteroide 32503) é um asteroide da cintura principal. Possui uma excentricidade de 0.13298840 e uma inclinação de 15.20447º.
Este asteroide foi descoberto no dia 18 de março de 2001 por LINEAR em Socorro.